# Ludslavice
Ludslavice, bis 1924 Rudslavice (deutsch Rutzlawitz) ist eine Gemeinde in Tschechien. Sie liegt fünf Kilometer südwestlich von Holešov und gehört zum Okres Kroměříž.

## Geographie
Ludslavice befindet sich im Südosten der Obermährischen Senke (Hornomoravský úval). Das Dorf liegt auf einer Anhöhe linksseitig des Baches Ludslávka, der nördlich des Ortes in die Mojena mündet. Im Süden erheben sich der Na Skále (284 m) und die Křemenná (314 m). Anderthalb Kilometer nördlich des Ortes entsteht die Schnellstraße R 49.
Nachbarorte sind Třebětice, Alexovice und Všetuly im Norden, Holešov und Zahnašovice im Nordosten, Na Kopci und Žeranovice im Osten, Lechotice im Südosten, Míškovice und Machová im Süden, Tlumačov, Kurovice und Záhlinice im Südwesten, Chrášťany im Westen sowie Hulín und Pravčice im Nordwesten.

## Geschichte

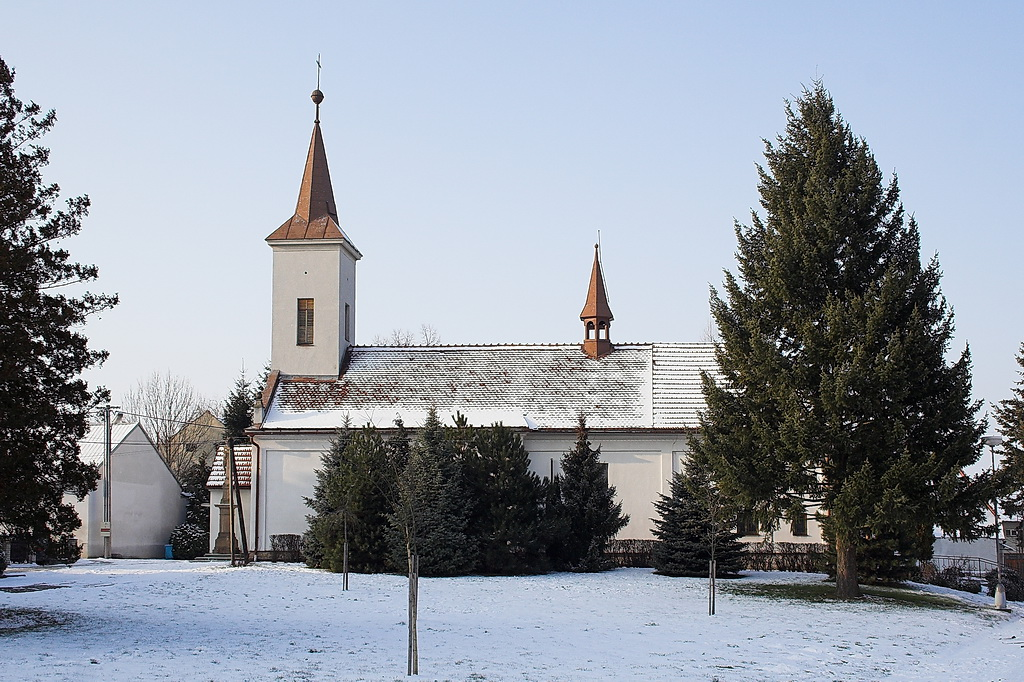
Kirche St. Wenzel

Die erste schriftliche Erwähnung des Dorfes erfolgte im Jahre 1275 im Zusammenhang mit dem Olmützer cudarius Vojslav de Luczlawicz. Spätestens im 14. Jahrhundert gelangte zu den Gütern der Burg Lukov. Im Jahre 1376 überschrieb Ješek von Sternberg auf Lukov seiner Frau Hýzla die Dörfer Ludslauicz und Dražejovice. Im Jahre 1407 wurde das Dorf als Ludslavice und 1412 als Lidslavice bezeichnet. Nachdem die Herren von Sternberg auch die bischöfliche Lehnsherrschaft Holešov erworben hatten, wurde Lidslavice an die Holešover Güter angeschlossen.
Mit der Trennung von Holešov und Lukov im Jahre 1446 wurde Lidslavice nach Holešov untertänig. Als Besitzer wechselten sich Angehörige der beiden Zweige des Hauses Sternberg ab. 1574 vermachte der kinderlose Jindřich Lukovský von Sternberg das Städtchen Holešov einschließlich Lidslavice und weiterer fünf Dörfer seinen Schwestern Anna und Eliška. Ab 1578 waren Eliška und ihr Ehemann Smil von Lomnitz alleinige Besitzer der Herrschaft und nach deren Tod Eliškas Schwager Tas von Lomnitz. Dieser verkaufte Holešov mit allem Zubehör 1579 an Johann Kruschina von Lichtenburg. Ihm folgte seine Witwe Ludmilla von Milíčín, die das Lehn 1589 an Karl den Älteren von Zerotein verkaufte. Dabei wurde der Ort erstmals als Rudslavicze bezeichnet.
Im Jahre 1604 veräußerte Viktorin von Zerotein Holešov an Ladislav Popel von Lobkowicz. Ihn beerbte 1621 sein Bruder Zdeněk Vojtěch Popel von Lobkowicz und nach ihm 1628 dessen Sohn Wenzel Eusebius, der die heruntergewirtschaftete Herrschaft am 17. Dezember 1650 an Johann von Rottal verkaufte. Das älteste Ortssiegel stammt von 1699, es trägt die Umschaft Peczet obecni diediny Rutzlawitz. Nach dem Erlöschen des Geschlechts von Rottal fiel das Erbe 1762 Franz Anton von Rottals Schwiegersohn Franz Maximilian Nádasdy zu, der die Herrschaft an die Grafen Erdődy veräußerte. Bis zur Mitte des 19. Jahrhunderts blieb der Ort immer nach Holešov untertänig.
Nach der Aufhebung der Patrimonialherrschaften bildete  Rudslavice / Rutzlawitz ab 1850 eine Gemeinde in der Bezirkshauptmannschaft Holešov. 1858 verkauften die Grafen Erdődy ihre Güter in Holešov mit allem Zubehör an die Grafen von Würben. 1925 wurde der Gemeindename auf Anordnung des Innenministeriums in Ludslavice geändert. Im Jahre 1960 wurde die Gemeinde dem Okres Kroměříž zugeordnet. Seit 1995 führt die Gemeinde ein Wappen und Banner, es wurde vom Heraldiker Jiří Louda gestaltet. Nach dem 2004 gefassten Beschluss zur Schließung des Flugplatzes Holešov und Errichtung eines 360 ha großen Industriegebietes wurde das Projekt im Jahr darauf durch die Regierung in die Liste nationaler Strategieprojekte aufgenommen. Im März 2009 stellte der Flugplatz den Betrieb ein und nach Fertigstellung der Infrastruktur wurde 2010 der erste Investor bekanntgeben. Ebenfalls im Bau befindet sich die zwischen dem Dorf und dem künftigen Industriegebiet hindurchführende Schnellstraße R 49.

## Ortsgliederung
Für die Gemeinde Ludslavice sind keine Ortsteile ausgewiesen.

## Sehenswürdigkeiten
- Kirche des hl. Wenzel, erbaut 1690, ihre heutige Gestalt erhielt sie beim Umbau von 1858